# 土佐一宮駅
土佐一宮駅（とさいっくえき）は、高知県高知市一宮徳谷にある、四国旅客鉄道（JR四国）土讃線の駅である。駅番号はD43。
後免駅から乗り入れる土佐くろしお鉄道ごめん・なはり線の列車も停車する。

## 歴史
- 1925年（大正14年）12月5日：開業[2]。
- 1960年（昭和35年）6月28日：車扱貨物の取り扱いを廃止[2]。
- 1970年（昭和45年）
  - 6月1日：小口扱い貨物の取り扱いを廃止[2]。
  - 10月1日：無人駅化[3]（簡易委託駅化）。 同時に手荷物の取り扱いを廃止し小荷物の取り扱いを到着小荷物（特別扱新聞紙に限る。）に限定[2][4]。
- 1987年（昭和62年）4月1日：国鉄分割民営化により、JR四国の駅となる[2]。

## 駅構造
単式ホーム2面2線が変則的に配置された地上駅。駅舎側の1番線の線路は2つのホームに挟まれているが、2番線側は柵が配置されている。これとは別にもう1本線路（3番線）があるがホームはなく、主に高知運転所への回送列車待機用（車両基地はこの駅の構内扱い）として使用されている。ホーム間は跨線橋で連絡する。
コンクリート作りの簡易駅舎を持つ無人駅。

### のりば
| のりば | 路線    | 方向 | 行先                   | 備考                            |
| ------ | ------- | ---- | ---------------------- | ------------------------------- |
| 1・2   | ■土讃線 | 下り | 高知・須崎方面         |                                 |
| 1・2   | ■土讃線 | 上り | 土佐山田・阿波池田方面 | 一部列車は■ごめん・なはり線直通 |

付記事項
- 駅舎反対側の2番線を本線とした一線スルーではあるが、乗客が跨線橋を渡らずに済むよう、停車列車は本来副本線である駅舎側の1番線を優先的に使用する。2番線は行き違いや特急の通過に使われている。
- 当駅では、特急列車同士の行き違いも行われている。一方の特急列車を回送列車待機用の線路（3番線）に運転停車させ、対向の特急列車を通過させるという方法で行われる。

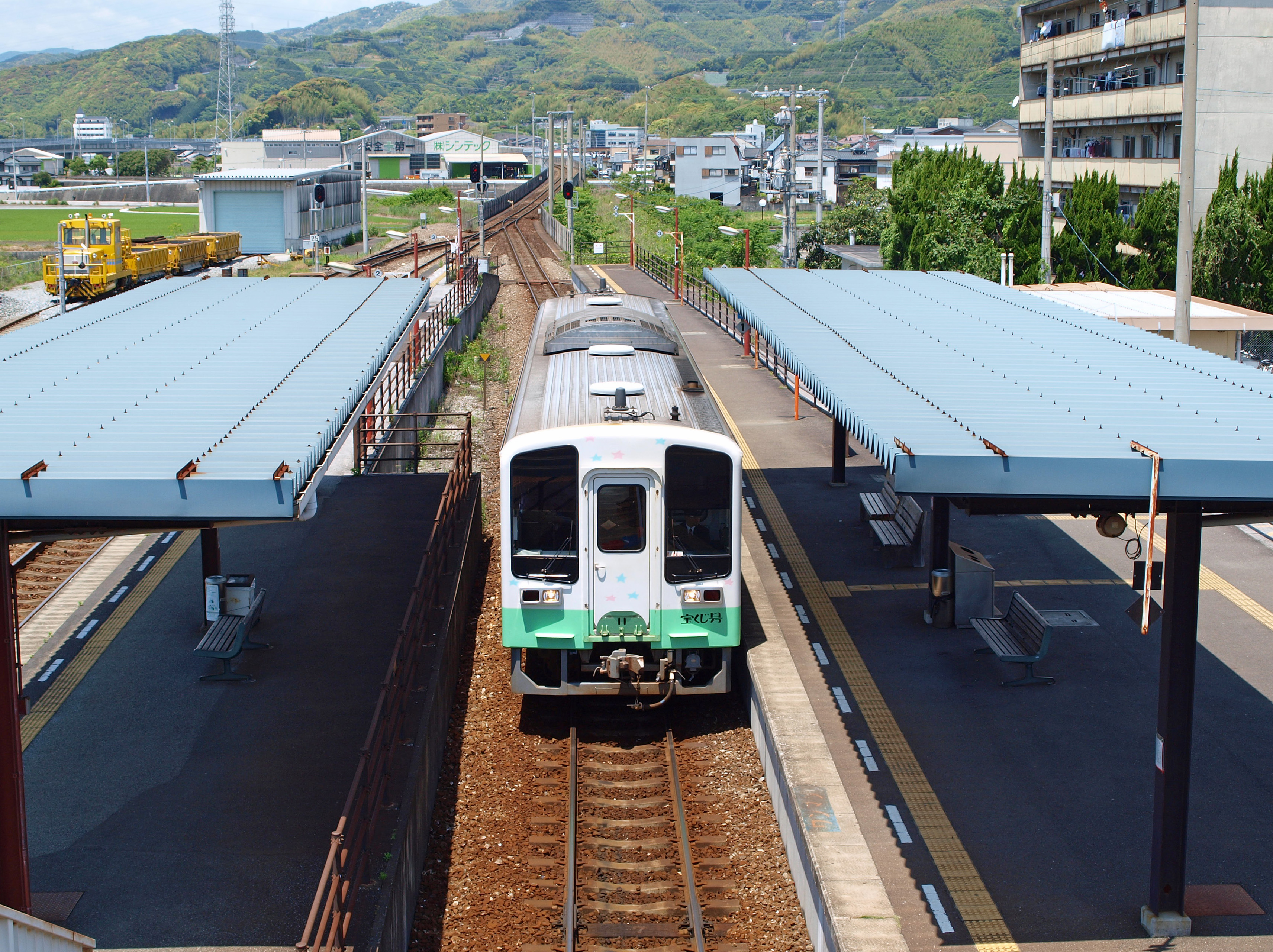
跨線橋より薊野駅方面を望む
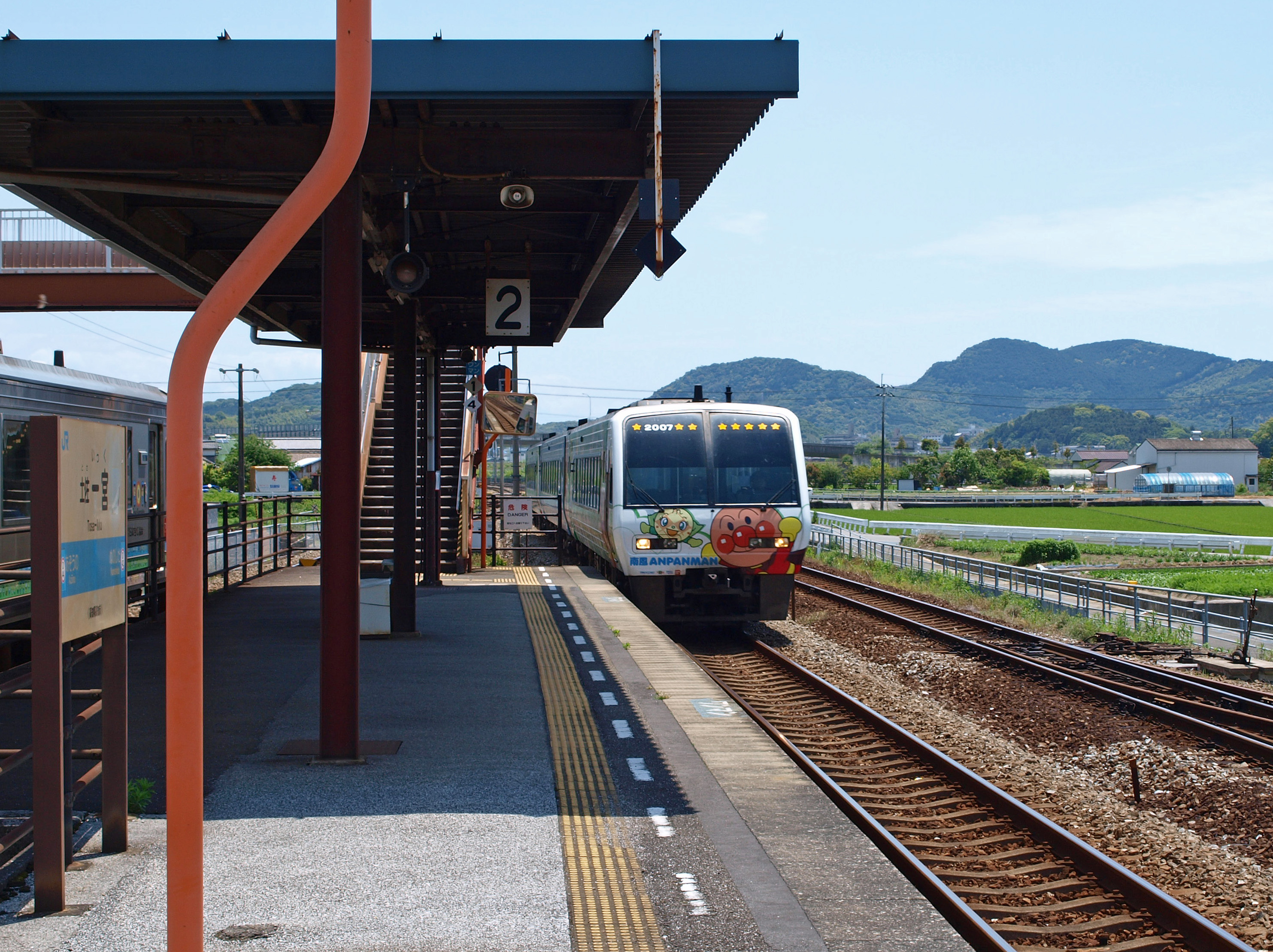
2番のりばを通過する下り列車。横のホームのない線路が3番線

## 駅周辺
- 高知県道249号後免中島高知線
- 高知県立高知東高等学校
- 国道195号バイパス（あけぼの街道）
- 高知公共職業安定所
- 高知ぢばさんセンター
- サンピアセリーズ
- 国分川
- 土佐神社（一宮神社 別名「しなね様」）
- 四国霊場第三十番札所善楽寺（徒歩20分）
- 高知市立一宮東小学校
- 楠瀬学園 一宮幼稚園
- マルナカ高知インター店
- とさでん交通一宮バスターミナル

## 隣の駅
四国旅客鉄道（JR四国）
■土讃線
■普通
土佐大津駅 (D41) - 布師田駅 (D42)（※） - 土佐一宮駅 (D43) - 薊野駅 (D44)（※） - 高知駅 (D45, K00)
（※）一部の上り普通列車は薊野駅ならびに布師田駅に停車しない。